# Minster

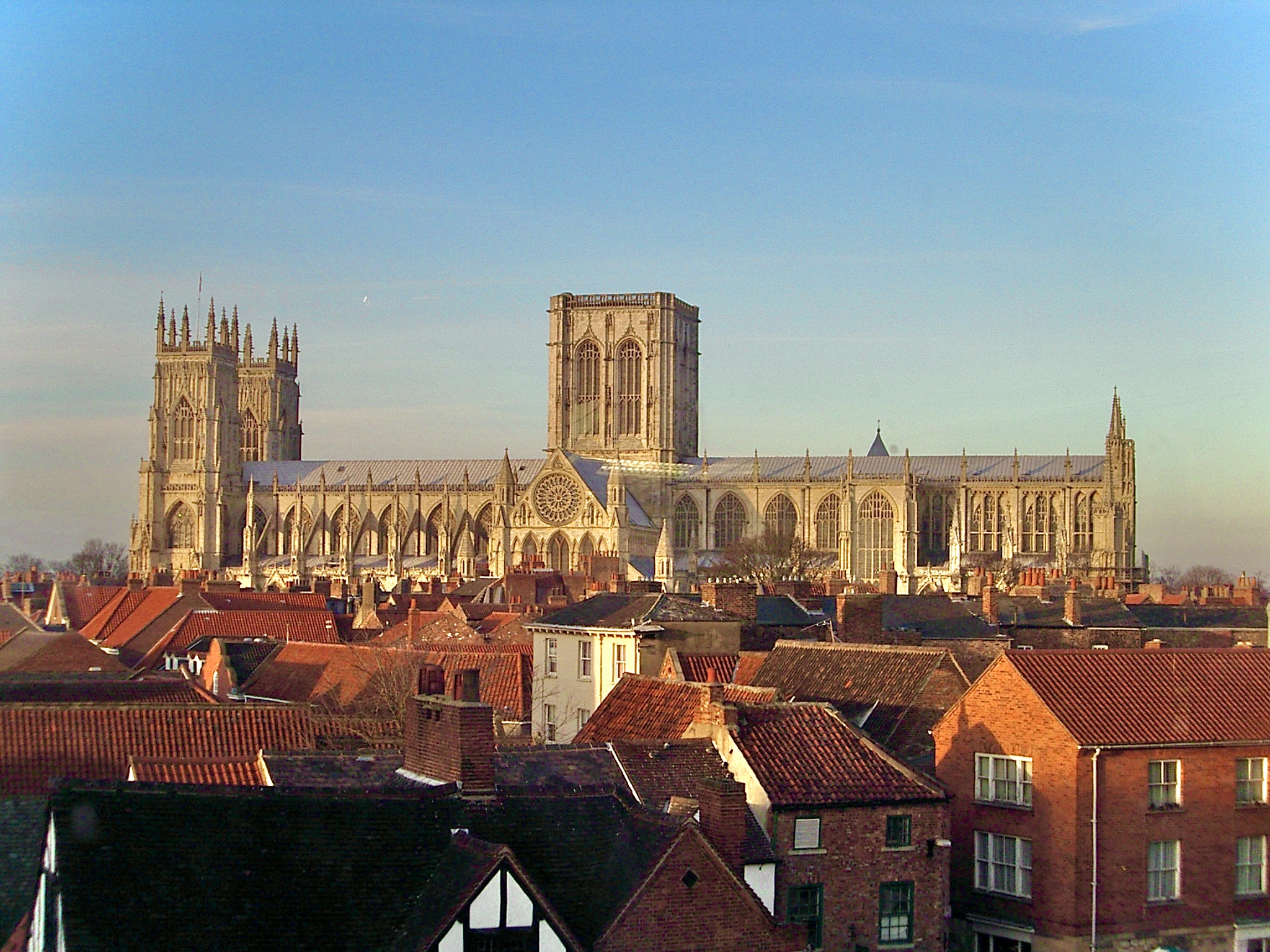
La cathédrale d'York.

Minster est un titre honorifique anglais porté par certaines églises en Angleterre. C'est l'équivalent de l'allemand Münster. Les plus célèbres sont la cathédrale d'York (York Minster), l'abbaye de Westminster à Londres et la cathédrale de Southwell (Southwell Minster) dans le Nottinghamshire.

## Étymologie
Le mot vieil-anglais mynster est un emprunt au latin monasterium. Dans les documents les plus anciens, ces deux termes sont utilisés de manière indifférenciée pour décrire des groupes de personnes ayant choisi de consacrer leur vie à la foi chrétienne, quel que soit leur genre, leur nombre ou leurs activités. Il peut ainsi aussi bien faire référence à une petite communauté masculine isolée de la société qu'à un grand monastère double de moines et de moniales établi autour d'une église et obéissant à une règle monastique, voire à une veuve et ses filles célibataires vivant en recluses,.

## Liste deminsters
- Beverley Minster (Beverley)
- Howden Minster (en) (Howden)
- St Gregory's Minster (Kirkdale)
- Reading Minster (en) (Reading)
- Southwell Minster (Southwell)
- Stonegrave Minster (en) (Stonegrave)
- Stow Minster (Stow)
- Wimborne Minster (en) (Wimborne Minster)
- York Minster (York)